# Leeston
Leeston ist ein Ort im Selwyn District der Region Canterbury auf der Südinsel von Neuseeland.

## Geographie
Der Ort liegt in den Canterbury Plains etwa 40 Kilometer südwestlich von Christchurch, unweit des Pazifischen Ozeans zwischen dem Lake Ellesmere / Te Waihora und dem Rakaia River. Zum Zensus im Jahr 2013 zählte der Ort 1506 Einwohner.

## Geschichte
In dem Ort befindet sich ein Kriegsdenkmal zur Erinnerung der Gefallenen des Ersten Weltkriegs. Einige Straßennamen verweisen zudem auf Schlachtfelder des Kriegs hin, wie zum Beispiel auf die türkische Hafenstadt Gallipoli, wo im Jahre 1915 unter Beteiligung von neuseeländischen Truppen eine der blutigsten Schlachten des Krieges stattfand.
Leeston war einst Hauptsitz des Selwyn District, bevor dieser in die größere Ortschaft Rolleston verlegt wurde. Der Council (Rat) unterhält aber immer noch ein Büro in der Stadt.

## Persönlichkeiten
- Daniel Carter (* 1982), Rugby Union-Spieler, der auch schon für das Nationalteam All Blacks zum Einsatz gekommen ist, wurde 1982 in Leeston geboren.